# The Hills (Texas)
Pour les articles homonymes, voir Hills.
The Hills est un village situé à l'ouest du comté de Travis, au Texas, aux États-Unis,.

## Démographie
Lors du recensement de 2010, le village comptait une population de 2 472 habitants. Elle est estimée, en 2017, à 2 544 habitants.

### Source de la traduction
- (en) Cet article est partiellement ou en totalité issu de l’article de Wikipédia en anglais intitulé « The Hills, Texas » (voir la liste des auteurs).